# متحف الدمام
متحف الدمام الإقليمي يُعد واحداً من ضمن سلسلة المتاحف التي قامت وزارة المعارف بإنشائها تحت إشراف وكالة الآثار والمتاحف وبرعاية الأمير محمد بن فهد بن عبد الله آل سعود تم افتتاح المتحف في 24 /7 /1405هـ في مبناه المؤقت بالمكتبة العامة بالدمام - الدور الرابع. يَضم المتحف ست قاعات آثارية وتراثية وطبيعية بالإضافة إلى قاعة أمير المنطقة الشرقية التي افتتحت لاحقاً عام 1421هـ.
وحسب ما أثبتته المكتشفات والحفريات التي أجريت في المنطقة فإن هناك أكثر من 400 موقع أثري مهم في مختلف أرجاء المنطقة الشرقية كالظهران وتاروت والقطيف والجبيل والأحساء والخبر والدمام وثاج ويبرين وبقيق وغيرها، ويُمكن رؤية هذه الآثار داخل قاعات المتحف الست موزعة داخل خزائن «فاترينات» عرض خاصة ومتسلسلة حسب الفترات الزمنية بالتدرج منذ العصور الحجرية إلى تراث الآباء والأجداد.

## قاعات المتحف
قاعات المتحف هي ستة عاقات وهي كما يلي :

### قاعة ما قبل التاريخ
العصر الحجري الحديث «النيوليثيك»: 
وهذه القاعة تشمل على عدّة خزائن عرض وكل خزانة تحتوي على مجموعة من الأدوات الحجرية والصوانية التي كان يستخدمها الإنسان في العصر الحجري الحديث لإغراضه اليومية وتمثل مكاشط وشفرات ورؤوس سهام ومدقات حجرية والتي تعود فتراتها إلى أكثر 
من خمسة عشر ألف سنة قبل الميلاد.

### قاعة الفترات الانتقالية
وتمثلها فترة حضارة العبيد منذ الألف الخامس قبل الميلاد وتعرض نماذج من مواقع تلك الفترة ومنها الأدوات الحجرية ورؤوس السهام والمكاشط علاوة على وجود الكسر الفخارية المبكرة كفخار العبيد وغيرها من الأدوات التي تمثل استيطان إنسان العبيد بالمنطقة الشرقية في موقع عين قناص في الهفوف والدوسرية ورأس الزور وأبو خميس بالجبيل، وتعرض مواد أثرية تتزامن مع فجر السلالات في بلاد الرافدين كالأواني المصنوعة من الحجر الصابوني وخصصت ثلاث خزائن لعرض مواد أثرية ترجع للفترة الدلمونية بمراحلها الثلاث من 2500ق. م - 500 ق. م أهمها نموذج لمدفن على الطبيعة من الظهران مع مرفقاته الجنائزية يمثل أقدم أنماط المدافن بمنطقة الخليج. كما خصصت خزانتان تحتويان على مختارات أثرية من جزيرة تاروت ومدينة ثاج ومنجم الملح.
أوني فخارية من القطيف تعود إلى أكثر من 2500 سنة 3- قاعة الفترة ما بين 350 ق. م 

### فترة ما قبل الإسلام «الفترة الهلينستية»
وتسمى بالفترة الهلينستية والساسانية وتعرض بعض المواد الأثرية التي تشمل هذه الفترة داخل خزانتين تحتويان على أواني فخارية مختلفة الأشكال والأحجام والألوان ومواد أثرية أخرى كالعملات والتراكوتا «الدمى الفخارية» من ثاج وغيرها، كما يوجد مجسم لمدفن عين جاوان ويمثل أحد المقابر التي تم الكشف عنها في المنطقة وتعود إلى القرن الأول الميلادي وعثر بداخلها على أشياء ثمينة معروضة الآن بالمتحف الوطني 
بالرياض. 
كما يوجد عدّة نقوش كتابية قديمة تمثل شواهد قبور كبيرة عليها كتابات بالخط المسند الحسائي القديم ما قبل الإسلام والذي يرجع تاريخه إلى ما بين 300 ق.م - 150م.

### قاعة المأثورات الإسلامية
وتحتوي على صور توضيحية للأماكن المقدسة في المملكة وخرائط توضح التوسع الإسلامي وانتشاره منذ عهد الرسول إلى عهد الخلفاء الراشدين كما تحتوي على خزائن عرض تضم نماذج مختلفة من الفخاريات من دارين والجبيل ورأس الزور والعقير وتمثل كسر وأواني فخارية جيدة وجرار كبيرة استخدمت للتخزين بالإضافة إلى الكسر والقوارير الزجاجية المختلفة والمكاحل والمغازل وأدوات طبية ومجموعة من الأواني الفخارية التي تم الكشف عنها في ميناء العقير وتعود للقرن العاشر الهجري. كما تحتوي القاعة على عملات ومسكوكات محلية استخدمت في شرق الجزيرة وأماكن متفرقة منها ثاج وجزيرة تاروت وكذلك عملات يونانية وبيزنطية ورومانية وساسانية ثم تليها عملات أموية وعباسية ونماذج من العملات الإسلامية في العهد الفاطمي والمملوكي والأيوبي والغزنوي والدولة العثمانية والدولة الهاشمية إلى أن نصل إلى عملات العهد السعودي وطويلة الأحساء والخليج كما يوجد في هذا القسم مجموعة من الشواهد الكتابية الإسلامية المختلفة من الخط الكوفيالقديم وحتى خط النسخ العثماني.

### قاعة التراث الشعبي
عملة ساسانية مكتشفة من دارينوتشمل على: الأبواب الخشبية وأدوات الضيافة وأدوات الركوب والحلي وأدوات الزينة ووتحتوي القاعة على العملات السعودية المعدنية والورقية من عهد الملك عبد العزيز وإلى عهد الملك فهد، وتوجد خزانة كبيرة عرضت فيها الملابس والأزياء الشعبية. كما يوجد قسم في القاعة للصناعات اليدوية وتشمل الصناعات الخوصية المحلية الصنع وتمثل صناعة الحصر والسلال والسفر وغيرها. وتحوي أيضاً على صناعة المنسوجات اليدوية والتي اهتم بها البدو الرحل، كما يوجد خزانة كبيرة لعرض الأسلحة والأدوات التي تستعمل للقتال والدفاع عن النفس كالبنادق والخناجر والطبنجات والشبريات وسيف ورمح خطي بالإضافة إلى أدوات الإضاءة وتشمل على قناديل مختلفة وفانوس وشمعدان. 

### قاعة التراث الطبيعي «الحياة الفطرية»
تحوي هذه القاعة على جانب من البيئة 
الساحلية والبيئة الريفية والبيئة الصحراوية وبيئة أعماق البحار. 

## قاعة الأمير محمد بن فهد بن عبد العزيز آل سعود للتراث
تقديراً لجهود ودعم الأمير محمد بن فهد بن عبد العزيز آل سعود لقطاع الآثار والاهتمام بمعالم المنطقة وإبرازها، فإن وزارة المعارف متمثلة بإدارة التعليم بالمنطقة الشرقية ساهمت على إنشاء قاعة خاصة لمقتنيات محمد بن فهد للتراث في مبنى المكتبة العامة بالدور الثالث منفصلة عن مقتنيات المتحف، وهذه المقتنيات التراثية تم شرائها على نفقة سموه، معظمها من تركة متحف الشيخ محمد الفارس وهو من أعيان مدينة القطيف الذي اهتم بالتراث والآثار طوال فترة حياته التي ناهزت الخمسة والتسعين عاماً.
وقد تم افتتاح قاعة الأمير محمد بن فهد للتراث في 10/11/1420هـ، وتم تقسيم القاعة بما يتناسب مع طابع البيئة المحلية والطراز الفني الذي تمتاز به المنطقة وتم تنسيق عرض المقتنيات التراثية والأثرية بها بطريقة مشوقة وجذابة داخل خزائن العرض وبالتالي أصبحت هذه القاعة صورة تجسد واقع ماضي آبائنا وأجدادنا المشرق ووثائق تاريخية لجميع المظاهر الحياتية القديمة، كما أضفت هذه القاعة رونقاً وجمالاً بديعاً بتلك الموروثات الشعبية التي تحاكي ماضي المنطقة المجيد. 
وشملت هذه المعروضات التراثية ما يلي:
مجموعة من المسكوكات يصل عددها إلى أكثر من ألف قطعة تشمل جميع الفترات الإسلامية وما قبل الإسلام حتى عصر الدولة السعودية، ومجموعة من الأبواب الخشبية القديمة وتبلغ عشرين باباً تمتاز بنقوشها وزخارفها المتنوعة، ومجموعة من الزخارف الجصية المختلفة والتي تقدر بـ 75 قطعة، ومجموعة من الأسلحة المختلفة، ومجموعة من جرار التخزين والقوارير الزجاجية الكبيرة والخزفيات والخرز والصندوق المبوت ومجموعة من
المخطوطات والوثائق القديمة المختلفة وبعض الصور التاريخية والعمارة البيئية المحلية القديمة.

## المواقع الأثرية التي يشملها المتحف الإقليمي
- جنوب الظهران واقعة غربي مدينة الثقبة جنوب مطار الظهران السابق شمال عين السيخ، وبها ما يزيد على 900 مدفن، وقد كُشف عن 50 مدفن تعود للفترة الدلمونية 2500 سنة قبل الميلاد
- عين السيخ واقعة في منطقة العزيزية بحوالي 10كم جنوب الظهران، وبالقرب من ساحل الخليج العربي، وعلى ساحل ذوات السيخ من الشمالي، وهي من المواقع التي ترجع إلى أقدم حضارة عرفتها المنطقة قبل 4500 عام
- تاروت

من أهم معالمها الأثرية قلعة تاروت التي بُنيت في القرن السادس عشر الميلادي على أنقاض سابقة ترجع إلى خمسة الآف سنة، ومن التلال الأثرية المنتشرة في الجزيرة، تل الرفيعة، ودارين، والزور، وفريق الأطرش، الذي يعود للألف الثالث قبل الميلاد.
- مدافن بقيق الواقعة جنوب غرب مدينة بقيق، وهي عبارة عن دوائر المدافن البالغ عددها أكثر من ألف تل ركامي، وترجع إلى فترة الألف الثالث ق.م، وكذلك موقع عين دار الذي عُثر فيه على أدوات من العصر الحجري مثل الفؤوس ورؤوس السهام
- مدينة الجبيل

الواقعة على مسافة 100 كم شمال مدينة الدمام، ويوجد فيها العديد من المواقع الأثرية التي ترجع إلى عهودٍ تاريخية عدة مثل: فترة العبيد، والفترة الهلنستية، وفترة ما قبل الإسلام، وكذلك الفترات الإسلامية، ومواقع المدافن كالدوسرية، وطوي الشلب، وأبو خميس، وجبل بري، وأبو شريف، وجزيرة المسلمية، وجزيرة جنة، وبرج الطوية، كما يتواجد في المدينة الرسومات الصخرية القليلة في وادي المياه. 
- جاوان تقع مقبرة جاوان غرب رأس تنورة، وفيها المدافن الهلينية التي ترجع إلى مائة سنة قبل الميلاد
- يبرين تقع جنوب غرب منطقة الأحساء على بعد 16 كم، وتضم 6600 مدفن تعود إلى ألفي سنة قبل الميلاد
- ثاج

من المدن الأثرية الواقعة في وادي المياه بالصمان على مسافة 80كم غرب مدينة الجبيل، وتُشرف على درب الكنهري، وبها العديد من الكسر الفخارية والمدافن التلالية، وشواهد القبور التي كُتبت بالخط المسند، والعيون والآبار القديمة
- ميناء العقير بالأحساء

هو ميناء الأحساء الرئيس، ويبعد عن الدمام مسافة 200كم، ويعتبر منطقة أثرية بها شواهد العمارة السعودية كمركز الإمارة والجمارك والمسجد، والمواقع الأثرية بالاحساء كقصر إبراهيم بالهفوف، وقصر صاهود، وقصر خزام، وقصر المحيرس والوزية، ومن القلاع قلعة قريدان.

## مواعيد الزيارة
- الفترة الصباحية من الساعة (8) حتى الساعة (2.30) ظهرًا .
- الفترة المسائية من الساعة (4) حتى الساعة (9) مساءً.

## العنوان
مدينة الدمام - المملكة العربية السعودية - الهيئة العامة للسياحة والآثار - متحف الدمام الإقليمي. 
هاتف : 8266056/03 - فاكس / 8266256/03
البريد الإلكتروني : E.mdil:offica18@school.adst.net 

## وصلات خارجية
- موسوعة الساحل الألكترونية
- دليل المتاحف
- متحف الدمام.. موعد مع الإبهار